# Moxico
Moxico is met 223.000 vierkante kilometer veruit de grootste provincie van Angola. De provincie grenst in het noorden aan buurland de Democratische Republiek Congo en in het zuiden aan buurland Zambia. De hoofdstad van Moxico is Luena.

## Gemeenten
- Luau
- Luacano
- Alto Zambeze
- Lumege
- Léua

- Camanongue
- Moxico
- Luchazes
- Lumbala N'guimbo

## Economie
In Moxico worden maïs, gierst, cassave, aardappelen, citrusvruchten en zonnebloemen verbouwd. Ook wordt aan houtkap gedaan in de droge regenwouden. De grond is rijk aan steenkool, koper, magnesium, ijzer, diamant, goud, tin, molybdeen, uranium en bruinkool.